# Meraux
Meraux és una població dels Estats Units a l'estat de Louisiana. Segons el cens del 2000 tenia 10.192 habitants.

## Demografia
Segons el cens del 2000, Meraux tenia 10.192 habitants, 3.707 habitatges, i 2.772 famílies. La densitat de població era de 946 habitants/km².
Dels 3.707 habitatges en un 38,8% hi vivien nens de menys de 18 anys, en un 59,6% hi vivien parelles casades, en un 11,5% dones solteres, i en un 25,2% no eren unitats familiars. En el 21,8% dels habitatges hi vivien persones soles el 10,8% de les quals corresponia a persones de 65 anys o més que vivien soles. El nombre mitjà de persones vivint en cada habitatge era de 2,75 i el nombre mitjà de persones que vivien en cada família era de 3,23.
Per edats la població es repartia de la següent manera: un 27,4% tenia menys de 18 anys, un 8,7% entre 18 i 24, un 31,7% entre 25 i 44, un 22,5% de 45 a 60 i un 9,7% 65 anys o més.
L'edat mediana era de 35 anys. Per cada 100 dones de 18 o més anys hi havia 87,6 homes.
La renda mediana per habitatge era de 45.732 $ i la renda mediana per família de 52.408 $. Els homes tenien una renda mediana de 38.727 $ mentre que les dones 24.004 $. La renda per capita de la població era de 17.951 $. Entorn del 6,4% de les famílies i el 9,1% de la població estaven per davall del llindar de pobresa.

## Poblacions més properes
El següent diagrama mostra les poblacions més properes.